# 石者河
石者河，是中国长江流域的一条河流，汇入龙川江，属于金沙江水系。河长93千米，流域面积1140平方千米，年均流量6立方米每秒。自然落差1210米。水能理论蕴藏量3万千瓦。